# 디트리히 마테시츠
디트리히 마테시츠(독일어: Dietrich Mateschitz, 1944년 5월 20일 ~ 2022년 10월 22일)는 오스트리아의 기업가이다. 레드불 유한회사를 설립하였다. 2019년 6월 기준으로 세계에서 53번째로 부유한 사람이다.